# Antoni D’Ocon
Antoni D’Ocon (ur. w 1958 w Barcelonie) – hiszpański aktor, scenarzysta, producent filmowy i reżyser. Założyciel i właściciel firmy D’Ocon Films, zajmującej się produkcją i dystrybucją seriali animowanych. Twórca komputerowego systemu animacji D’Oc Animation System.

## Życiorys
Antoni D’Ocon rozpoczął pracę w przemyśle filmowym w 1976 roku, kiedy wyprodukował swój pierwszy film i stworzył markę D’Ocon Films. W latach 70. działał jako aktor. W 1989 roku wypromował skomputeryzowany system, który pozwolił pierwszy raz w historii wyprodukować telewizyjny serial animowany na skalę przemysłową przy użyciu komputera. Serialem tym były Owocowe ludki, które napisał, wyreżyserował i wyprodukował Antoni D’Ocon. Dzięki niemu, w latach 90. został wpisany przez magazyn Animation Magazine na listę 15 najbardziej wpływowych twórców przemysłu animacji. Kolejne wyprodukowane przez niego seriale animowane to Delfi i przyjaciele, Basket Fever i Sylvan, wyświetlane na całym świecie, również w Polsce. Następnie, w 2. połowie lat 90., Antoni D’'Ocon zajął się koprodukcją filmów i seriali animowanych z większymi firmami, takimi jak francuska Ellipse, amerykański Universal. W późniejszym czasie powstały także inne seriale, w których produkcji brał udział – m.in. Łatek oraz Fix i Foxi.

## Produkcje
Poniżej wymienione są najbardziej znane w Polsce seriale animowane wyprodukowane przez Antoniego D’Ocon lub takie, przy których produkcji brał udział.
- 2000 – Łatek
- 1994–1995 – Sylvan
- 1993–1996 – Basket Fever
- 1992–1994 – Delfy
- 1989-2002 – Owocowe ludki

## Nagrody i wyróżnienia
Antoni D’Ocon otrzymał następujące znaczące nagrody i wyróżnienia:
- 2000 – National Television Awards (ang.)
- 2009 – Gaudi Awards (ang.), nagroda za film animowany Scruff: A Christmas without Santa